# 維摩詰所說經
《維摩詰所說經》（羅馬化：Vimalakīrti-Nirdeśa-Sūtra，羅馬化：Chima Mêbar Chagbar Dänba)，一名《不可思議解脫法門經》，玄奘三藏譯為《說無垢稱經》。現存三譯，以鳩摩羅什三藏所傳之本，流通最廣。
本經基於般若空義闡揚大乘菩薩道，全經以在家居士維摩詰為中心人物，透過與文殊師利等人物共論佛法來宣揚大乘佛理，特別集中在不二法門（Advaya Dharma dvāra praveśa 不二之法之门之进入）上，梵文本提到的其中一個經題，就稱作《消除種種兩重對立》。
在中國甘肅省的敦煌石窟中，有許多維摩詰的變經圖畫。本經以佛教文學經典著稱於世，胡適稱為「最美的佛典文學」。

## 題解
『維摩詰』為鳩摩羅什的音譯詞，而後玄奘意譯為『無垢稱』。維摩詰的梵語作Vimala-kīrti。維摩（天城體：विमल，Vimala）是清淨、無垢，詰（天城體：कीर्ति，Kīrti；巴利語：Kitti）是名聲、名望，合起來就是「淨名」、「無垢稱」。 
羅什所翻經名中之『所說』在梵文為 "Nirdésa"，意在「解說」和「宣說」，英文應可翻譯為 "EXPOUND"，而玄奘則就用『說』字來翻譯。

## 內容
經中的主角人物是以居士身份出身的維摩詰菩薩：維摩詰居士的家財萬貫，平常救助貧民、布施僧侶，樂善好施；而且不執著於外相，為了度化眾生，維摩詰居士可以向天神天魔說法，也可以向王公貴族說法，甚至在妓院、赌場向貪歡求樂的鄉民说法。經文主要講述了發生在毗耶離的一次法會，敘述維摩詰菩薩與諸位菩薩和聲聞羅漢充滿智慧和譬喻的問答。

## 影響
《维摩诘经》中的故事性很強，例如天女散花、请饭香土等等，故事人物鲜活，想象奇迥，富于文学趣味。用浅近的方法引生大众的信仰，是大乘经典的一大特色。南北朝时期的文人学士最愛清谈與《维摩经》，六朝志怪作品深受《维摩诘经》中佛教教义、文学手法之影响，大量反映恶报、地狱等场面。僧肇在读《道德经》有 “美则美矣，然期棲神冥累之方，犹未尽善也”之感叹，后来读到《维摩诘经》，決定出家。《高僧传》记载支遁在山阴讲《维摩经》。王安石作过一首《读〈维摩经〉有感》的诗：“身如泡沫亦如风，刀割香涂共一空。宴坐世间观此理，维摩虽病有神通。”中唐著名詩人王維，從小便因其母信佛的影響，成年後將自己的字就是「摩詰」，故後世也稱王維為王摩詰。
《维摩诘经》的“不二法门”和思想，深深影響了禅宗的“不二”思想。即所謂的“动静不二，真妄不二，维摩明一切法皆入不二门。”《维摩诘经》中的许多典故，多变成禅宗公案。宋代以後的士子多好禅学，常講《金剛经》、《楞严经》和《圆觉经》。自此《维摩诘经》的影响變小。

## 版本

### 梵文本
1999年，日本大正大學高橋尚夫教授於西藏布達拉宮進行文獻考查時，意外發現《維摩詰經》的梵文寫本，並由大正大學梵語佛典研究會出版《梵漢藏対照『維摩経』》、《梵文維摩経－ボタラ宮所藏写本につく校訂》。該寫本判定为是12世纪（1140年）的手抄本。
羅馬化的梵文本由Digital Sanskrit Buddhist Canon出版，名為Āryavimalakīrtinirdeśo nāma mahāyānasūtram。

### 漢譯
《維摩詰經》在歷史上有多次翻譯，現存三種：

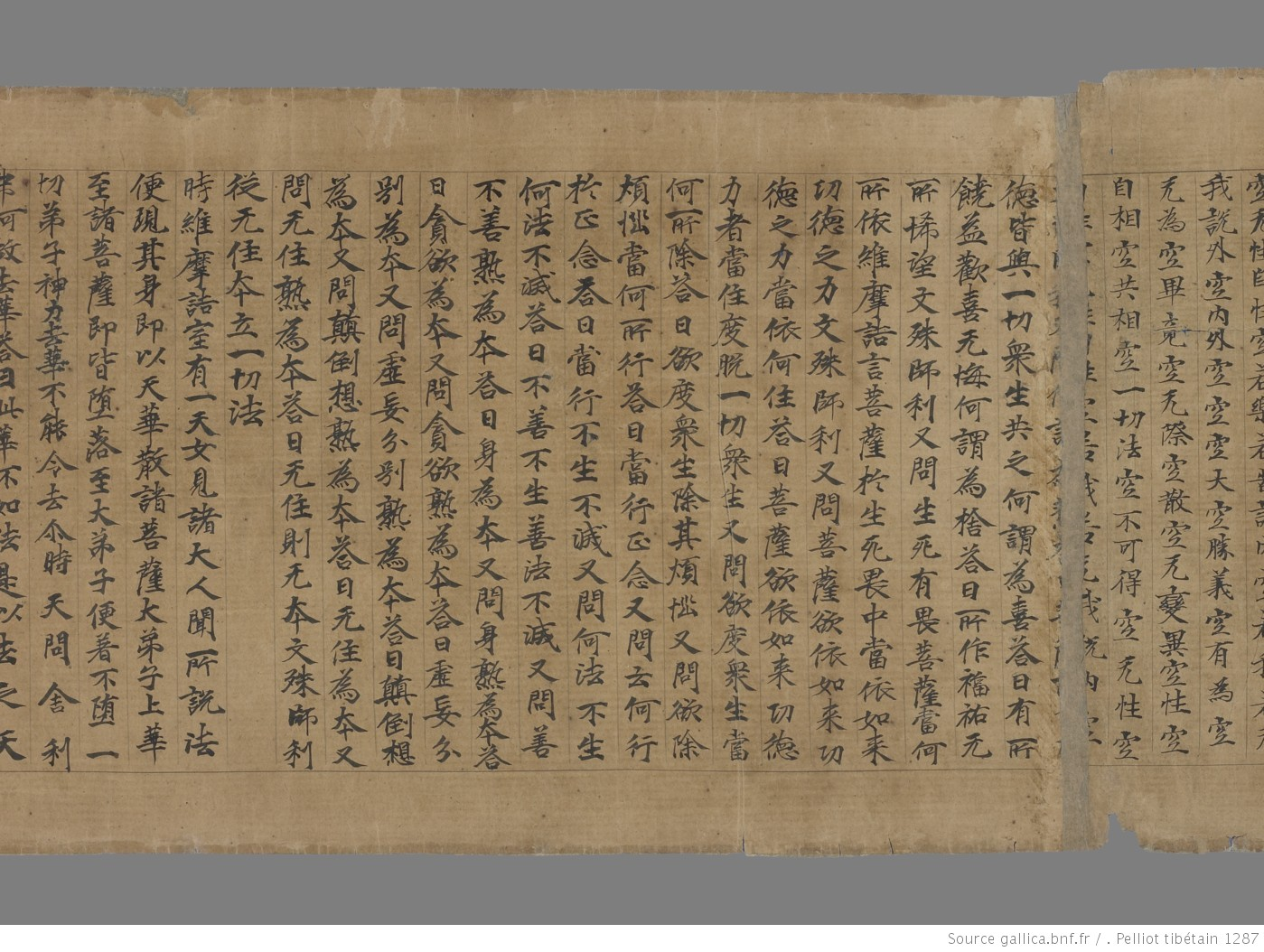
敦煌《吐蕃贊普傳記》寫本反面的維摩詰經片段

1. 三國時期吳支謙《維摩詰經》二卷，或作《毘摩羅詰經》、《毘摩羅鞊經》，是最早的《維摩經》譯本[11]
2. 西晉竺叔蘭《異維摩詰經》三卷，又名《異毘摩羅詰經》，佚失
3. 西晉竺法護《維摩鞊經》一卷，又名《維摩鞊名解》，佚失
4. 後秦鳩摩羅什 《維摩詰所說經》三卷[12]
5. 唐朝玄奘 《說無垢稱經》 六卷 [13]

其中以鳩摩羅什的譯本流傳最廣。2011年，黃寶生出版《梵漢對勘：維摩詰所說經》。

### 藏譯
8世紀譯經僧法性戒所翻譯，名為《無垢稱所說經》（आर्यविमलकीर्तिनिर्देशो नाम महायानसूत्रम्，Āryavimalakīrtinirdeśo Nāma Mahāyānasūtram）。目前收錄於德格版、北京版、奈塘版西藏大藏經中。
本經在藏傳佛教大藏經當中，則稱為《無垢經／དྲི་མ་མེད་པ》。該經典共計三卷(fasicles)十四品(chapters)，經名則以維摩詰居士命名。

### 英譯
1976年由羅伯特·瑟曼教授翻譯，賓州州立大學出版社出版。節本有網路版。

## 註疏
- 後秦 ･鳩摩羅什、僧肇、竺道生《注維摩詰經》十卷
- 隋･慧遠《維摩義記》八卷
- 隋･智顗
  - 《維摩詰經玄疏》六卷（含《四悉檀義》、《三觀義》、《四教義》之內容）
  - 《維摩詰經文疏》二十八卷（前二十五卷親撰，後三卷章安灌頂續補；湛然刪略為《維摩經略疏》十卷）
- 隋･吉藏
  - 《淨名玄論》八卷
  - 《維摩經義疏》六 卷
- 唐･窺基
  - 《說無垢稱經贊》六卷
- 唐･道液《淨名經集解關中疏》二卷

## 外部連結
- 《維摩詰所說經》CBETA 電子版 （页面存档备份，存于）
- 陸揚：〈論《維摩詰經》和淨土思想在中國中古社會之關係 （页面存档备份，存于）〉。
- Multilingual edition of Vimalakīrtinirdeśasūtra in the Bibliotheca Polyglotta （页面存档备份，存于）
- 文本對勘與漢譯佛典的語言研究：以《維摩經》為例 （页面存档备份，存于）

- 蕭麗華.  (PDF). 佛光大學.   [2019-01-06]. （原始内容 (PDF)存档于2019-01-06）.